# CAC Sabre
Le CAC Sabre, ou CA-27 Sabre, parfois également désigné « Avon Sabre », était une version dérivée produite sous licence en Australie du célèbre chasseur américain F-86F Sabre conçu par North American Aviation.
Le F-86F fut revu et produit par la Commonwealth Aircraft Corporation (CAC), puis équipa cinq escadrons de la Royal Australian Air Force. Il prit part aux actions effectuées lors de l'insurrection communiste malaise à la fin des années 1950, et fut employé pour la défense aérienne en Malaisie et en Thaïlande dans les années 1960. Des exemplaires ex-australiens furent également utilisés par l'armée de l'air royale de Malaisie et l'armée de l'air indonésienne.

## Conception et développement
En 1951, CAC obtint un accord de licence pour construire le F-86F Sabre. Partant des plans initiaux de North American, il fut décidé de lourdement modifier la structure interne de l'avion, pour que le CA-27 puisse être propulsé par une version produite sous licence du turboréacteur britannique Rolls-Royce Avon R.A.7 plutôt que par le General Electric J47. En théorie, l'Avon était capable de produire plus du double de la poussée que produisait le J47 et possédait un rapport poussée/poids deux fois plus important que celui du moteur américain. Ces performances nécessitaient une modification importante du fuselage, car le moteur britannique était plus court, plus large et plus léger que le J47. À cause du changement de moteur, l'avion était parfois désigné « Avon Sabre ». Afin de pouvoir installer ce moteur, plus de 60 % de la structure du fuselage fut modifiée et l'entrée d'air frontale de l'avion fut agrandie de 25 %. Tout fut calculé pour simplifier au maximum les modifications appliquées à la structure, et l'agrandissement de l'entrée d'air frontale, qui aurait dû être compliqué, ne nécessita finalement que l'allongement et l'insertion de quelques panneaux supplémentaires.
L'autre importante modification fut le remplacement des six mitrailleuses de 12,7 mm du F-86F par deux canons ADEN de 30 mm, tandis que d'autres modifications furent appliquées au cockpit et pour augmenter la capacité en carburant.
Le prototype de l'avion, désigné CA-26 Sabre, vola pour la première fois le 3 août 1953, avec le Flight lieutenant Bill Scott aux commandes. Les appareils de série furent désignés CA-27 Sabre et les premières livraisons à la force aérienne royale australienne (RAAF) débutèrent en 1954. Les avions des premières séries étaient équipés d'un moteur Avon 20 et étaient désignés « Sabre Mk.30 ». Entre 1957 et 1958, ces appareils virent leurs becs de bord d'attaque agrandis et furent désignés « Sabre Mk.31 ». Ces Sabres furent complétés par vingt nouveaux appareils. Les appareils du dernier lot de production furent désignés « Sabre Mk.32 » et utilisaient le moteur Avon 26. 69 exemplaires en furent produits jusqu'en 1961.

## Carrière opérationnelle

### Arrivée duSabreen unités opérationnelles
La Royal Australian Air Force utilisa le CA-27 de 1954 à 1971. L'unité de recherche et de développement de la RAAF (en) reçut le premier exemplaire en août 1954. Il fut livré à l'unité d'entraînement opérationnel no 2 (ensuite devenue la deuxième unité de conversion opérationnelle) en novembre. Pendant les six années suivantes, les Sabres équipèrent progressivement les escadrons no 75, no 3, no 77 (en) et no 76.

### Engagements dans les conflits en Asie
De 1958 à 1960, les CAC Sabres de la 78e escadre, comprenant les escadrons 3 et 77, exécuta plusieurs sorties d'attaque au sol contre les insurgents communistes en Fédération de Malaisie, lors de l'insurrection communiste malaise. Après cet évènement, ils restèrent en Malaisie à la base aérienne de Butterworth. Équipé du missile air-air Sidewinder, les Sabres avaient pour objectif la défense aérienne régionale pendant la Konfrontasi entre l'Indonésie et la Malaisie entre 1963 et 1966, même si aucun combat aérien ne se produisit entre les deux parties en conflit. Entre octobre et décembre 1965, un détachement de six Sabres, initialement issus de l'escadron no 77 puis du no 3, fut basé à Labuan pour mener des patrouilles de combat au-dessus de la frontière entre l'Indonésie et la Malaisie, à Bornéo.
En 1962, un détachement de huit CAC Sabres, qui fut plus tard agrandi et désigné escadron no 79, fut envoyé de Butterworth à Ubon (en), en Thaïlande pour assister les gouvernements thaïlandais et laotien dans les actions entreprises contre les insurgents communistes. L'Australie et la Thaïlande furent les alliées du Sud Viêt Nam et des États-Unis pendant la guerre du Viêt Nam. L'escadron no 79 était responsable de la défense aérienne locale à Ubon, où les avions d'attaque et les bombardiers de l'US Air Force étaient basés. L'escadron n'engagea cependant jamais d'avion Nord-Viêt Namien ou de force terrestre,. Deux Sabres furent perdus sur pannes moteurs en Thaïlande, en septembre 1964 et janvier 1968. L'escadron no 79 cessa les opérations et fut désactivé en juillet 1968.

### Fin de service et seconde vie opérationnelle
La force aérienne australienne (RAAF) commença à se rééquiper avec le Mirage III en 1964. Elle fabriqua d'ailleurs cet appareil sous licence (le Mirage III O). Les derniers Sabres en service en Australie, utilisés par l'unité d'entraînement opérationnelle no 5, furent retirés du service le 31 juillet 1971. Les anciens Sabres de la RAAF furent ensuite utilisés par le 11e escadron de la force aérienne royale malaisienne (TUDM) entre 1969 et 1972. Suivant l'établissement de meilleures relations avec l'Indonésie, 23 Sabres furent donnés à la force aérienne indonésienne (TNI-AU) entre 1973 et 1975, et utilisés par le 14e escadron. Cinq de ces avions étaient en fait des anciens avions malaisiens.
En Australie, un exemplaire (l'A94-983, ancien appareil de la RAAF) a été restauré en état de vol, entre mai 2006 et juillet 2009, et participe à des démonstrations au Temora Aviation Museum (en), à Temora, en Nouvelle-Galles du Sud.

## Versions
- CA-26 Sabre : Prototype, un exemplaire construit[5] ;
- CA-27 Sabre Mk.30 : Version de série, propulsée par le moteur Avon 20 et dotée de becs de bord d'attaque, produite à 22 exemplaires[5] ;
- CA-27 Sabre Mk.31 : Version similaire au Mk.30 mais avec des becs de bord d'attaque agrandis. 20 exemplaires produits et d'autres construits à partir des Mk.30 survivants[5];
- CA-27 Sabre Mk.32 : Version de production finale, dotée de pylônes sous les ailes et d'un moteur Avon 26 légèrement plus puissant, produite à 69 exemplaires[5].

## Utilisateurs
- Australie : Royal Australian Air Force
  - No. 3 Squadron ;
  - No. 75 Squadron ;
  - No. 76 Squadron ;
  - No. 77 Squadron ;
  - No. 79 Squadron ;
  - No. 2 Operational Conversion Unit ;
  - No. 5 Operational Training Unit.
- Indonésie : Armée de l'air indonésienne
  - Escadron no 14.
- Malaisie : Armée de l'air royale de Malaisie
  - Escadron no 11.

## Galerie photographique

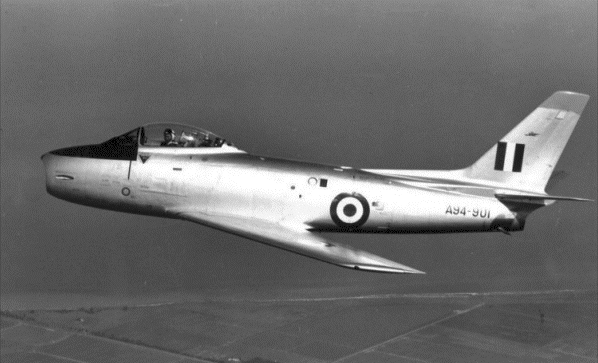
Le prototype en vol, en 1953.
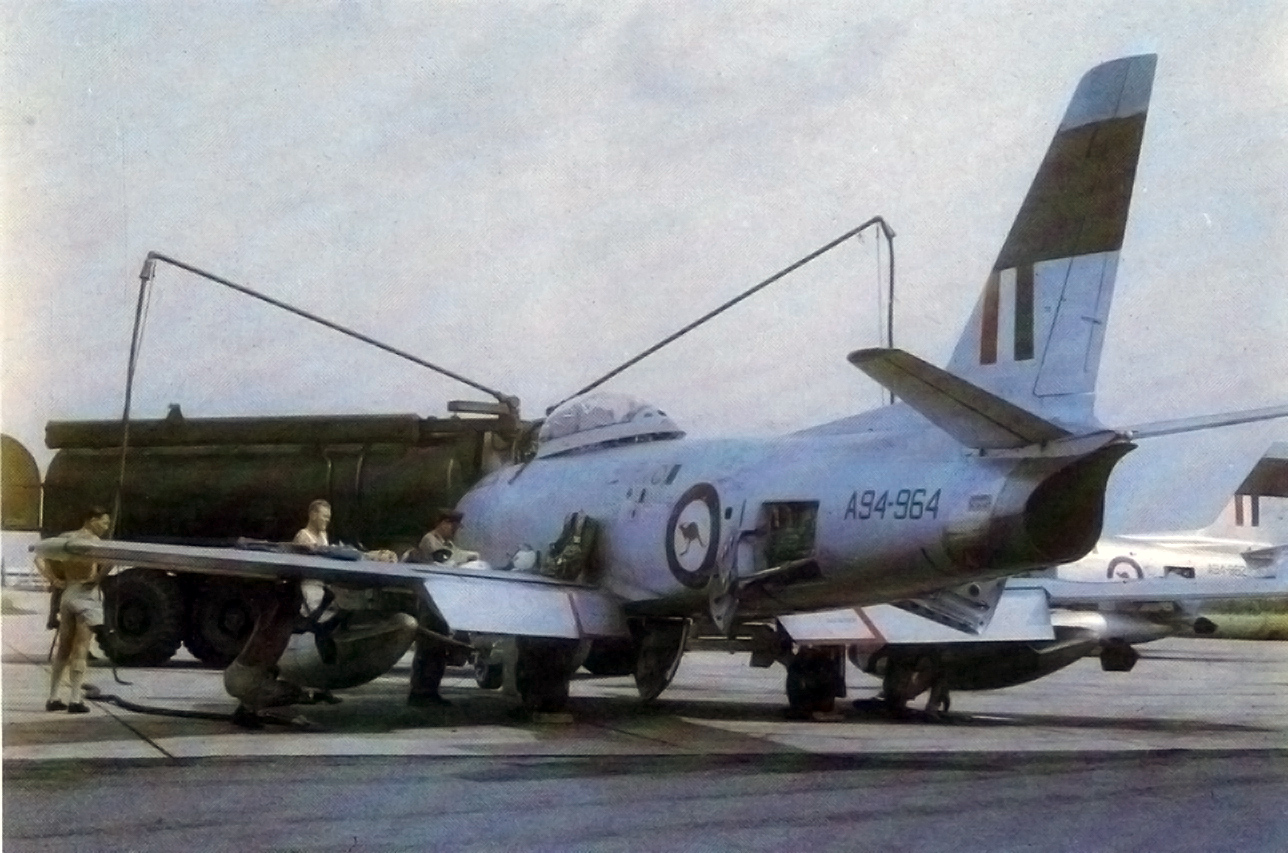
Les A94-964 et A94-982 (Mk.32), en Thaïlande, vers 1962.
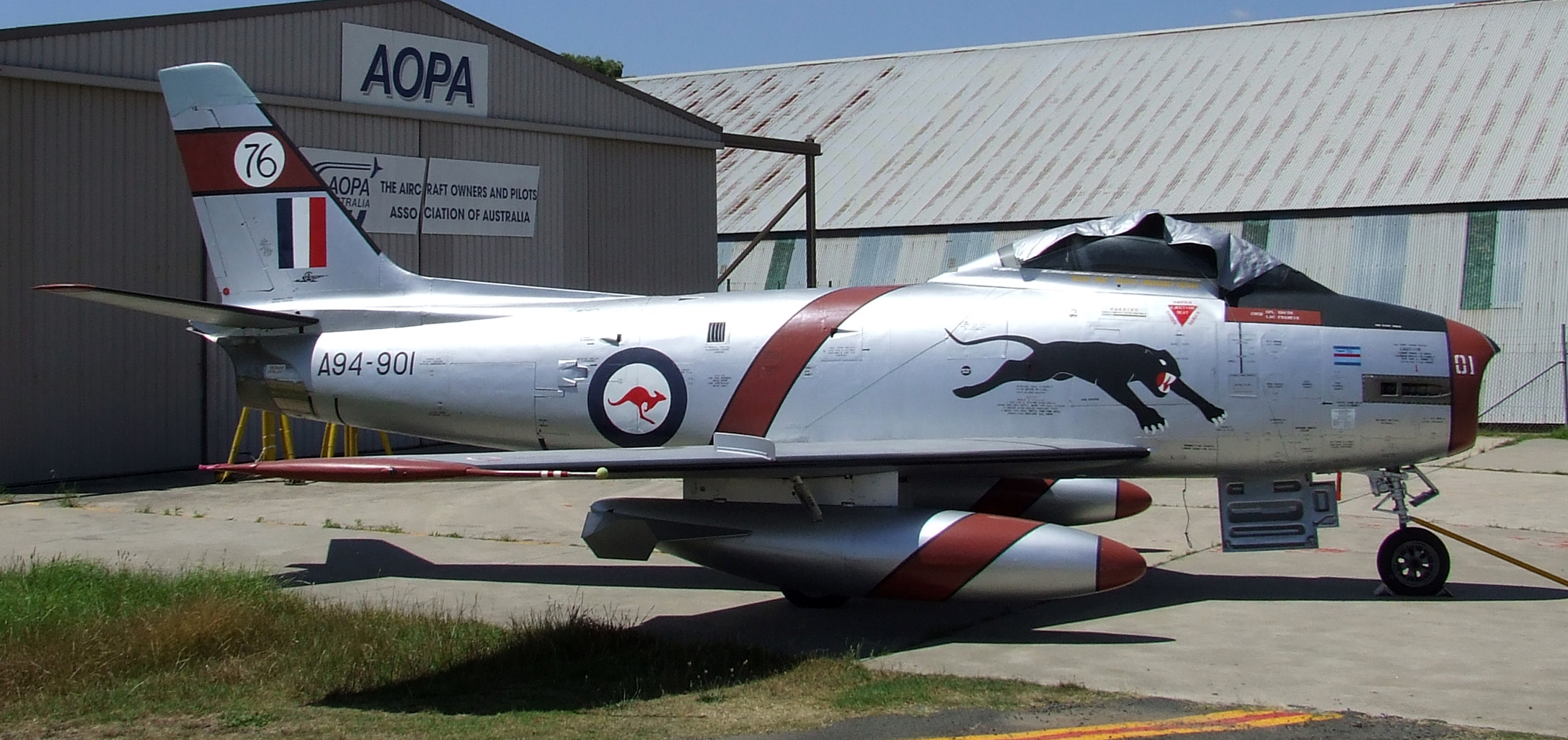
L'A94-901 (Mk.30), premier CAC Sabre de production, aux couleurs des « Black Panthers », l'équipe acrobatique du No. 76 Squadron.
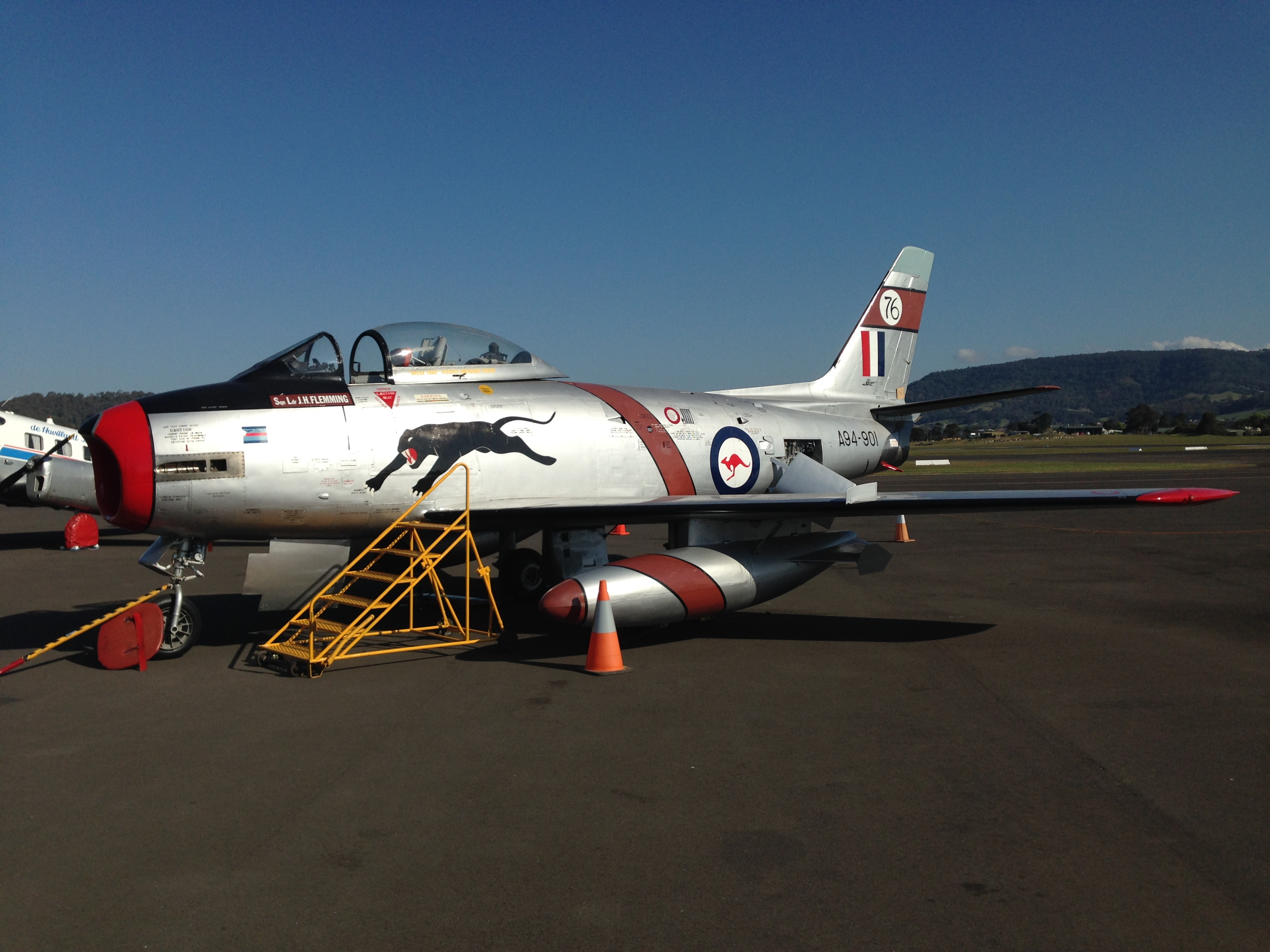
l'A94-901 à la journée portes ouvertes HARS, à Albion Park.
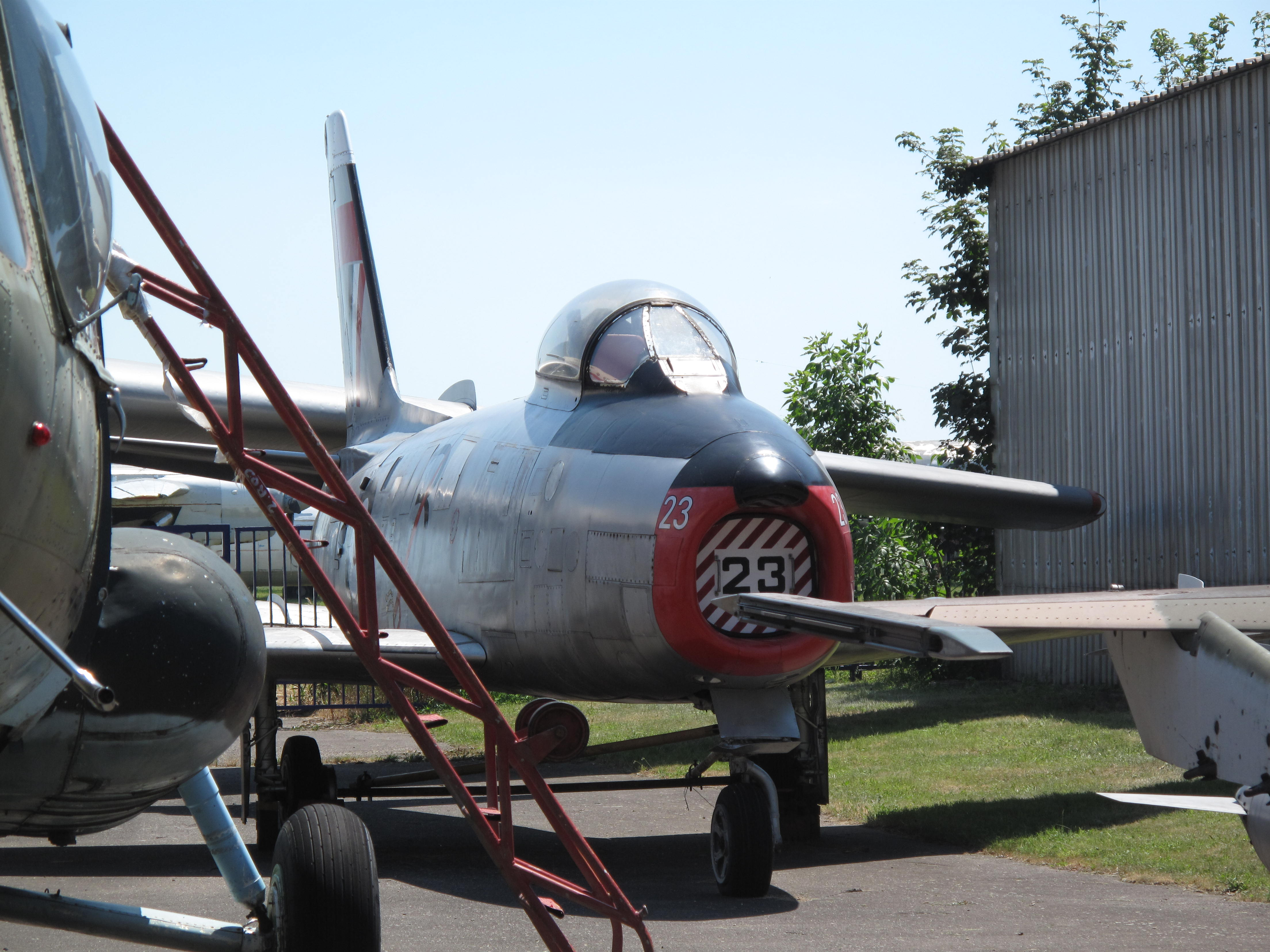
CAC Sabre Mk.30 (A94-923) au musée de l'aviation de Prague-Kbely, à Kbely.
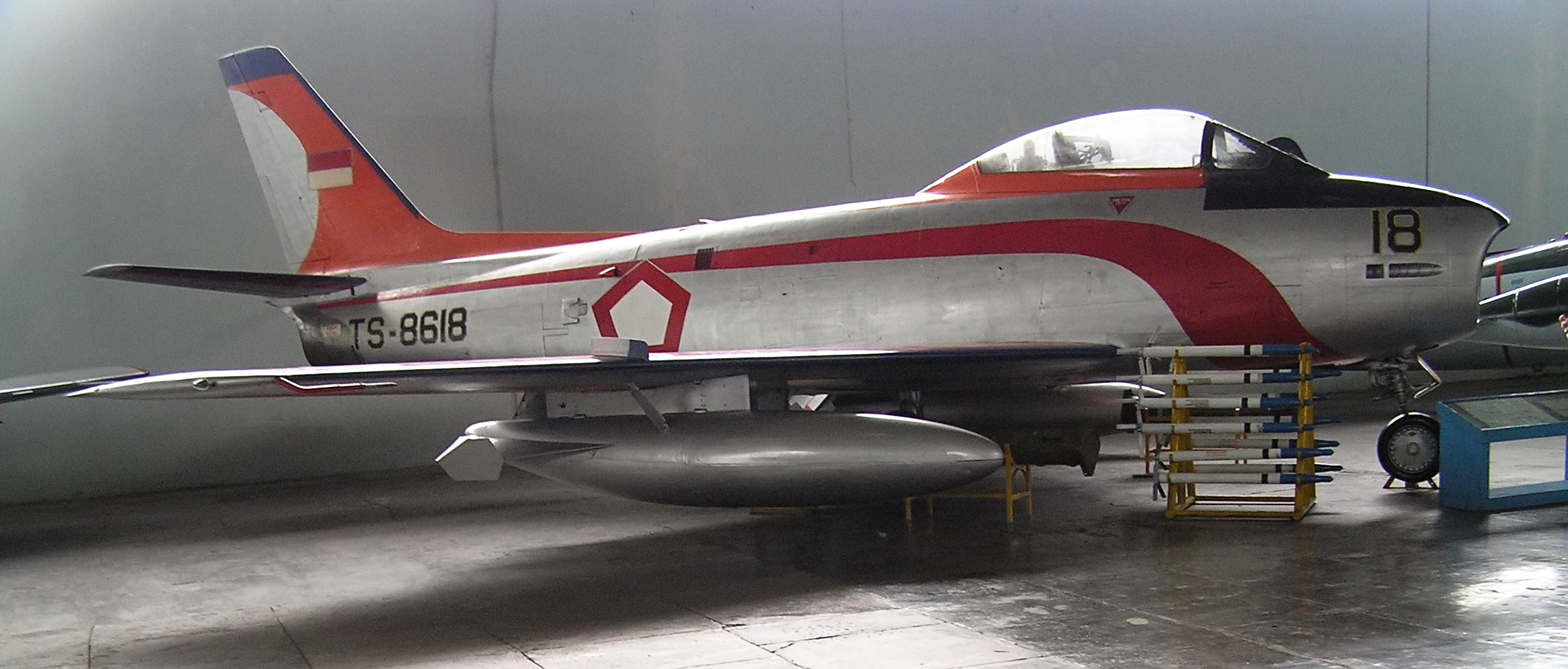
Un Mk.32 (TS-8603, numéro RAAF A94-368) avec des marquages indonésiens au musée de la force aérienne indonésienne.